# La leggenda di Kaspar Hauser
La leggenda di Kaspar Hauser è un film del 2012 diretto da Davide Manuli ed interpretato da Vincent Gallo, Silvia Calderoni, Claudia Gerini, Elisa Sednaoui, Fabrizio Gifuni, Marco Lampis.

## Trama
Il film è liberamente ispirato alla figura di Kaspar Hauser, un giovane tedesco che affermò di essere cresciuto in totale isolamento in una scura cella. Nel film Kaspar Hauser viene trascinato dalle correnti su un'isola fuori dal tempo, di cui lui fu erede al trono. Solo in seguito le vicende ne sveleranno amici e nemici in un'intricata storia di potere.

## Produzione
Il film vide la co-produzione di Bruno Tribboli, Alessandro Bonifazi della Blue Film e dalla Shooting Hope Production di Davide Manuli, con in più la collaborazione di Fourlab ed il sostegno del Ministero per i Beni e le Attività Culturali, della Regione Autonoma della Sardegna e della Regione Lazio.

## Distribuzione
Il film, presentato al International Film Festival Rotterdam nel 2012, fu distribuito nel 2013 in Italia dalla collaborazione fra Cineama, dalla Mediaplex Italia e dalla Victor and the peacock, in Germania la distribuzione in sala fu gestita dalla Filmperlen mentre in DVD e Blu-ray Disc dalla Ascot Elite Home Entertainment), in Francia dalla Les Films à Un Dollar, in Polonia dalla Spectator ed in Russia dalla CoolConnections.